# Anouchka Balsing
Anouchka Balsing (19 april 1950) is een Belgisch danslerares, ondernemer en voormalig danseres.

## Opleiding en dansloopbaan
Balsing volgde de dansopleiding aan het Stedelijk Instituut voor Ballet in Antwerpen waar ze les kreeg van onder meer Jeanne Brabants. Na haar opleiding danste ze internationaal met het Koninklijk Ballet van Vlaanderen.

## Lespraktijk en ondernemerschap
Na haar actieve dansloopbaan werd ze dansleraar en richtte ze dansopleidingen op in Mechelen (1975) en Aarschot. Tevens werd ze directeur van een congrescentrum in Mechelen.

## Televisiewerk
In 2006 werd Balsing jurylid in het VTM-programma Sterren op de Dansvloer. In 2010 was ze eenmalig vakleraar dansen in het één-programma De klas van Frieda.
In 2013 nam Balsing deel aan het De Grote Sprong op VTM. Ze viel hierbij af in de eerste ronde.